# Pomnik Koalicji Antyhitlerowskiej w Głogowie

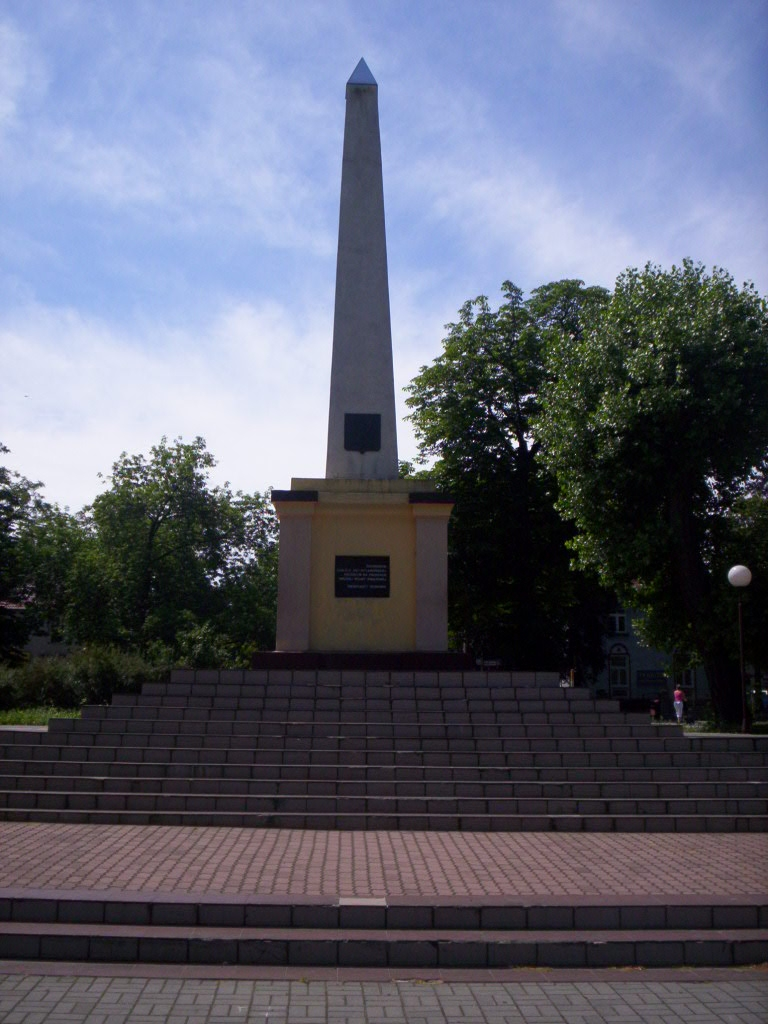
Odnowiony pomnik

Pomnik Koalicji Antyhitlerowskiej w Głogowie – najstarszy pomnik powojenny Głogowa. Usytuowany jest w Parku Słowiańskim przy zbiegu ulic: Al. Wolności i Jedności Robotniczej. Pomnik ma powierzchnię 1384 m² i 12 m wysokości.

## Pierwotny pomnik
Pomnik został wzniesiony w 1948 roku ku czci żołnierzy sowieckich. Upamiętniał poległych w czasie zdobywania miasta w lutym i marcu 1945 żołnierzy 3. Armii Gwardyjskiej, dowodzonej przez generała pułkownika Wasilija Nikołajewicza Gordowa, wchodzącej w skład 1 Frontu Ukraińskiego. Według R. Majewskiego poległo 116 oficerów, 20 podoficerów i 795 żołnierzy. Zostali oni pochowani w zbiorowych mogiłach w tymże parku. W latach 50. zwłoki ekshumowano i pochowano w Gorzowie Wielkopolskim, na centralnym cmentarzu wojskowym województwa zielonogórskiego, do którego wtedy należał Głogów.
Do budowy pomnika użyto kamienia, cegły i cementu. Przedstawiał on trzech żołnierzy radzieckich ze sztandarem. Zostali oni ustawieni na wysokim, czworobocznym cokole–mauzoleum, wraz z obeliskiem, zwieńczonym gwiazdą. Cały pomnik został usytuowany na dwupoziomowej płycie, do której prowadzą 3 stopnie szarego podejścia, wyrównującego pochyłość terenu. Rzeźby żołnierzy zostały wykonane oddzielnie. Po obu bokach cokołu zostały ustawione dwa lekkie działa polowe a poniżej dwa kwietniki i dwie czasze zniczy. Front pomnika został skierowany w stronę niewidocznej z parku Odry.
Czarna płyta znajdująca się na przedniej ścianie cokołu-mauzoleum, była opatrzona napisem w j. rosyjskim, przy likwidacji cmentarza w roku 1948:
„CЛABA ГЕРОЯM BOИHAM
CHWAŁA BOHATEROM,
ЗЙГВАРДЕЙСКОЙ APMИИ
ПАВШИМ СМЕРЬЮ ХРАБ-
РЫX B БОЯХ ПРИ ВЗЯТИИ
ГОРОДА И КРЕПОСТИ -
ГЛОГАУ В МАРТЕ 1945 r."
ŻOŁNIERZOM 3-CIEJ
GWARDYJNEJ ARMII
KTÓRZY PADLI ŚMIERCIĄ
WALECZNYCH W BOJACH
PRZY ZDOBYWANIU MIA-
STA I TWIERDZY GŁOGOWA
W MARCU 1945 r.

## Przebudowa pomnika
Trzy tablice na pozostałych bokach cokołu, były puste, imitowały okienka mauzoleum. W kwietniu 1995 roku dokonano restauracji pomnika. Został poświęcony żołnierzom koalicji antyhitlerowskiej, z czym wiąże się zmiana nazwy, z Pomnika Zwycięstwa na „Pomnik Koalicji Antyhitlerowskiej”.
Autor tego pomnika to mgr inż. Sławomir Krawczyk, wykonawcą została firma KAMIREX S. C. K. P. Czawiak z Nowej Soli, a fundatorem  – Urząd Miejski w Głogowie. Usunięto armaty, postacie żołnierzy oraz symbolikę totalitarną, dotyczącą Armii Czerwonej. Bryła pomnika pozostała bez zmian. Został zbudowany z cegły pełnej, na zaprawie cementowo-wapiennej. Skute zostały stare tynki, nałożono nowe i pomalowano na kolor żółto-brązowy. Zamontowano tablice z napisem. Wokół pomnika wyłożono płytki GRES, łącznie ze schodami.
Tablice z napisem zostały wykonane z czarnego marmuru. Został zmieniony napis:

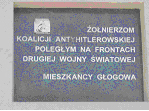
ŻOŁNIERZOM KOALICJI ANTYHITLEROWSKIEJ POLEGŁYM NA FRONTACH II WOJNY ŚWIATOWEJ. MIESZKAŃCY GŁOGOWA
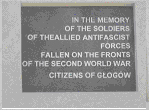
IN THE MEMORY OF THE SOLDIERS OF THEALLIED ANTIFASCIST FORCES FALLEN ON THE FRONTS OF THESECOND WORLD WAR CITIZENS OF GŁOGÓW